# Daniel Moreno Mosquera
Daniel Moreno Mosquera (Carepa, Antioquia, Colombia; 17 de enero de 1995) es un futbolista colombiano. Juega de delantero y su actual equipo es el Amed de la segunda división de Turquía.

## Trayectoria

### Barranquilla F. C.
Su primer club, fue el Barranquilla Fútbol Club donde hizo su debut en el año 2014.

### Junior
Su primer doblete con los tiburones lo hace el 17 de octubre de 2018 en la goleada 4 por 0 sobre Patriotas Boyacá siendo la figura del partido.

## Clubes
| Club               | País     | Año           |
| ------------------ | -------- | ------------- |
| Barranquilla F. C. | Colombia | 2014-2018     |
| Junior             | Colombia | 2018-2021     |
| Deportes Tolima    | Colombia | 2021          |
| Alianza Petrolera  | Colombia | 2022          |
| Deportivo Pasto    | Colombia | 2023          |
| Santa Fe           | Colombia | 2024          |
| Deportivo Pasto    | Colombia | 2024          |
| Amed               | Turquía  | 2025-presente |

## Estadísticas
- Actualizado al último partido: 2 de diciembre de 2024.

| Club                          | Div.                | Temporada           | Liga  | Liga  | Liga   | Copa nacional | Copa nacional | Copa nacional | Copa internacional | Copa internacional | Copa internacional | Total | Total | Total  | Prom. · |
| Club                          | Div.                | Temporada           | Part. | Goles | Asist. | Part.         | Goles         | Asist.        | Part.              | Goles              | Asist.             | Part. | Goles | Asist. | Prom. · |
| ----------------------------- | ------------------- | ------------------- | ----- | ----- | ------ | ------------- | ------------- | ------------- | ------------------ | ------------------ | ------------------ | ----- | ----- | ------ | ------- |
| Barranquilla F. C. · Colombia | 2.ª                 | 2014                | 1     | 0     | 0      | 1             | 0             | 0             | —                  | —                  | —                  | 2     | 0     | 0      | 0,0     |
| Barranquilla F. C. · Colombia | 2.ª                 | 2016                | 23    | 3     | 0      | —             | —             | —             | —                  | —                  | —                  | 23    | 3     | 0      | 0,13    |
| Barranquilla F. C. · Colombia | 2.ª                 | 2017                | 27    | 6     | 0      | 3             | 0             | 0             | —                  | —                  | —                  | 30    | 6     | 0      | 0,20    |
| Barranquilla F. C. · Colombia | 2.ª                 | 2018                | 15    | 3     | 0      | 4             | 0             | 0             | —                  | —                  | —                  | 19    | 3     | 0      | 0,16    |
| Barranquilla F. C. · Colombia | Total               | Total               | 66    | 12    | 0      | 8             | 0             | 0             | —                  | —                  | —                  | 74    | 12    | 0      | 0,16    |
| Junior · Colombia             | 1.ª                 | 2018                | 20    | 3     | 3      | 4             | 1             | 0             | 7                  | 1                  | 1                  | 31    | 5     | 4      | 0,18    |
| Junior · Colombia             | 1.ª                 | 2019                | 35    | 3     | 2      | 4             | 0             | 1             | 4                  | 0                  | 0                  | 43    | 3     | 3      | 0,07    |
| Junior · Colombia             | 1.ª                 | 2020                | 7     | 0     | 0      | 1             | 0             | 0             | 3                  | 0                  | 0                  | 11    | 0     | 0      | 0       |
| Junior · Colombia             | 1.ª                 | 2021                | 4     | 0     | 0      | —             | —             | —             | 2                  | 0                  | 1                  | 6     | 0     | 1      | 0       |
| Junior · Colombia             | Total               | Total               | 66    | 6     | 5      | 9             | 1             | 1             | 16                 | 1                  | 2                  | 91    | 8     | 8      | 0,09    |
| Deportes Tolima · Colombia    | 1.ª                 | 2021                | 7     | 1     | 0      | 4             | 0             | 0             | —                  | —                  | —                  | 11    | 1     | 0      | 0,09    |
| Deportes Tolima · Colombia    | Total               | Total               | 7     | 1     | 0      | 4             | 0             | 0             | —                  | —                  | —                  | 11    | 1     | 0      | 0,09    |
| Alianza Petrolera · Colombia  | 1.ª                 | 2022                | 30    | 1     | 2      | 1             | 0             | 0             | —                  | —                  | —                  | 31    | 1     | 2      | 0,03    |
| Alianza Petrolera · Colombia  | Total               | Total               | 30    | 1     | 2      | 1             | 0             | 0             | 0                  | 0                  | 0                  | 31    | 1     | 2      | 0,03    |
| Deportivo Pasto · Colombia    | 1.ª                 | 2023                | 44    | 2     | 5      | 1             | 1             | 0             | —                  | —                  | —                  | 45    | 3     | 5      | 0,06    |
| Deportivo Pasto · Colombia    | 1.ª                 | 2024                | 24    | 17    | 0      | 3             | 1             | 0             | —                  | —                  | —                  | 27    | 18    | 0      | 0,67    |
| Deportivo Pasto · Colombia    | Total               | Total               | 68    | 19    | 5      | 4             | 2             | 0             | 0                  | 0                  | 0                  | 72    | 21    | 5      | 0,29    |
| Santa Fe · Colombia           | 1.ª                 | 2024                | 18    | 0     | 1      | 4             | 2             | 0             | —                  | —                  | —                  | 22    | 2     | 1      | 0,09    |
| Santa Fe · Colombia           | Total               | Total               | 18    | 0     | 1      | 4             | 2             | 0             | 0                  | 0                  | 0                  | 22    | 2     | 1      | 0,09    |
| Amed SFK Turquía              | 2.ª                 | 2025                | 18    | 7     | 1      | —             | —             | —             | —                  | —                  | —                  | 18    | 7     | 1      | 0,39    |
| Amed SFK Turquía              | Total               | Total               | 18    | 7     | 1      | 0             | 0             | 0             | 0                  | 0                  | 0                  | 18    | 7     | 1      | 0,39    |
| Total en su carrera           | Total en su carrera | Total en su carrera | 273   | 46    | 14     | 30            | 5             | 1             | 16                 | 1                  | 2                  | 319   | 52    | 17     | 0,16    |

## Palmarés

### Campeonatos nacionales
| Título                | Club   | País     | Año  |
| --------------------- | ------ | -------- | ---- |
| Categoría Primera A   | Junior | Colombia | 2018 |
| Superliga de Colombia | Junior | Colombia | 2019 |
| Categoría Primera A   | Junior | Colombia | 2019 |
| Superliga de Colombia | Junior | Colombia | 2020 |